# Gardolo di Mezzo
Gardolo di Mezzo (AFI: /ˈɡardolo dimɛʣʣo/, Gàrdol de Mez in dialetto trentino) è una frazione del comune di Trento. Insieme a Cortesano, Gazzadina, Meano, San Lazzaro e Vigo Meano forma la circoscrizione amministrativa numero 2 di Meano di Trento.

## Territorio
È situato da un'altitudine di 363 m s.l.m. fino a 600 m s.l.m. con una superficie di quasi 2 km², si trova a 8 km da Trento, nelle vicinanze delle pendici del monte Calisio (1096 m), dominata a ovest dalla Paganella (2125 m) e a sud ovest dal monte Bondone (2098 m).

## Storia

### Preistoria e antichità
L'area di Gardolo di Mezzo ha radici antiche, come testimoniano i ritrovamenti archeologici risalenti all'età del bronzo. La presenza di scorie di fusione suggerisce un'attività economica legata all'estrazione mineraria. Nel 2003 sono stati riportati alla luce nei pressi del paese un abitato ed un'area di culto risalenti al 4000 a.C. La scoperta del primo insediamento di Gardolo di Mezzo ha permesso di attribuire al paese una fondazione molto antica: si parla del IV secolo a.C.

### Medioevo
Il toponimo Gardolo compare in documenti storici fin dal XII secolo, con menzioni del Castello di Gardolo. Nel 1184 il vescovo di Trento Alberto Madruzzo acquisì i feudi locali e si impossessò anche di parte di suddetto castello. Nel corso del XIII e XIV secolo, con la progressiva crescita di Trento come centro urbano e commerciale, anche le frazioni circostanti subirono una graduale trasformazione economica e sociale. Il territorio di Gardolo di Mezzo si trovava inoltre in una posizione strategica per il passaggio delle merci e dei pellegrini lungo le vie alpine, beneficiando indirettamente di questi scambi

### Ottocento
Durante il XIX secolo, Gardolo di Mezzo visse una fase significativa della sua storia religiosa e sociale grazie alla fondazione di un legato missario da parte del benefattore Giuseppe Sontacchi. Originario proprio di Gardolo di Mezzo, Sontacchi destinò parte del proprio patrimonio per garantire una presenza liturgica stabile nella comunità locale. Con atto datato 29 aprile 1868, e seguendo le proprie disposizioni testamentarie, Giuseppe Sontacchi istituì formalmente un legato religioso, conferendo 840 fiorini alla cappella della frazione, allora amministrata dalla fabbricieria della chiesa parrocchiale. Lo scopo del legato era quello di garantire la celebrazione della Santa Messa nelle domeniche e nei giorni festivi, con l’obbligo specifico di recitare un requiem a suffragio dell’anima del fondatore durante o dopo la funzione.

### Novecento
Allo scoppio della Prima guerra mondiale, il Trentino faceva ancora parte dell’Impero austro-ungarico. I giovani di Gardolo di Mezzo furono arruolati nell’esercito imperiale e molti vennero inviati a combattere sul fronte orientale. Durante il conflitto, il paese subì indirettamente le difficoltà legate alla guerra: requisizioni, scarsità di generi alimentari, e la costante minaccia del fronte vicino. La fine della guerra nel 1918 portò all’annessione del Trentino all’Italia, sancita dal Trattato di Saint-Germain del 1919. Durante la Seconda guerra mondiale, Gardolo di Mezzo visse nuovamente le difficoltà del conflitto: razionamenti, chiamate alle armi e, soprattutto dopo l’8 settembre 1943, il passaggio della zona sotto l’amministrazione tedesca all’interno della Zona d’operazioni delle Prealpi (Operationszone Alpenvorland). Alcuni abitanti parteciparono attivamente alla Resistenza trentina.
Con la fine del conflitto, Gardolo di Mezzo conobbe una lenta ma costante ricostruzione. La vita religiosa rimase centrale per la comunità, come testimoniato dall’attività residua del Legato Missario Sontacchi, che si estinse ufficialmente nel 1956 dopo quasi un secolo di esistenza. La cappella continuò ad essere punto di riferimento per la vita spirituale locale.L’agricoltura, in particolare la viticoltura e la frutticoltura, rimase l’attività principale per decenni. Negli anni ’50 e ’60 cominciò anche un lento processo di urbanizzazione e trasformazione del paesaggio, con l’aumento della popolazione, l’ampliamento delle infrastrutture stradali e la maggiore integrazione con i centri vicini, in particolare con Gardolo e Trento. A partire dagli anni ’70, Gardolo di Mezzo divenne sempre più un centro residenziale, pur mantenendo tratti della sua identità agricola e rurale. La vita del borgo fu segnata dal progressivo declino delle attività agricole tradizionali e dalla crescita di attività terziarie e industriali nelle aree limitrofe.Si avviò così verso il XXI secolo come una comunità radicata nella sua storia ma ormai integrata nel tessuto urbano ed economico della periferia settentrionale di Trento.

## Monumenti e luoghi d'interesse

### Architetture religiose
- Chiesa di Santa Maria Regina (1961)
- Chiesetta di San Francesco (XVIII secolo), sconsacrata

### Architetture civili
- Castello di Gardolo (XII secolo), ora in rovina

## Galleria d'immagini

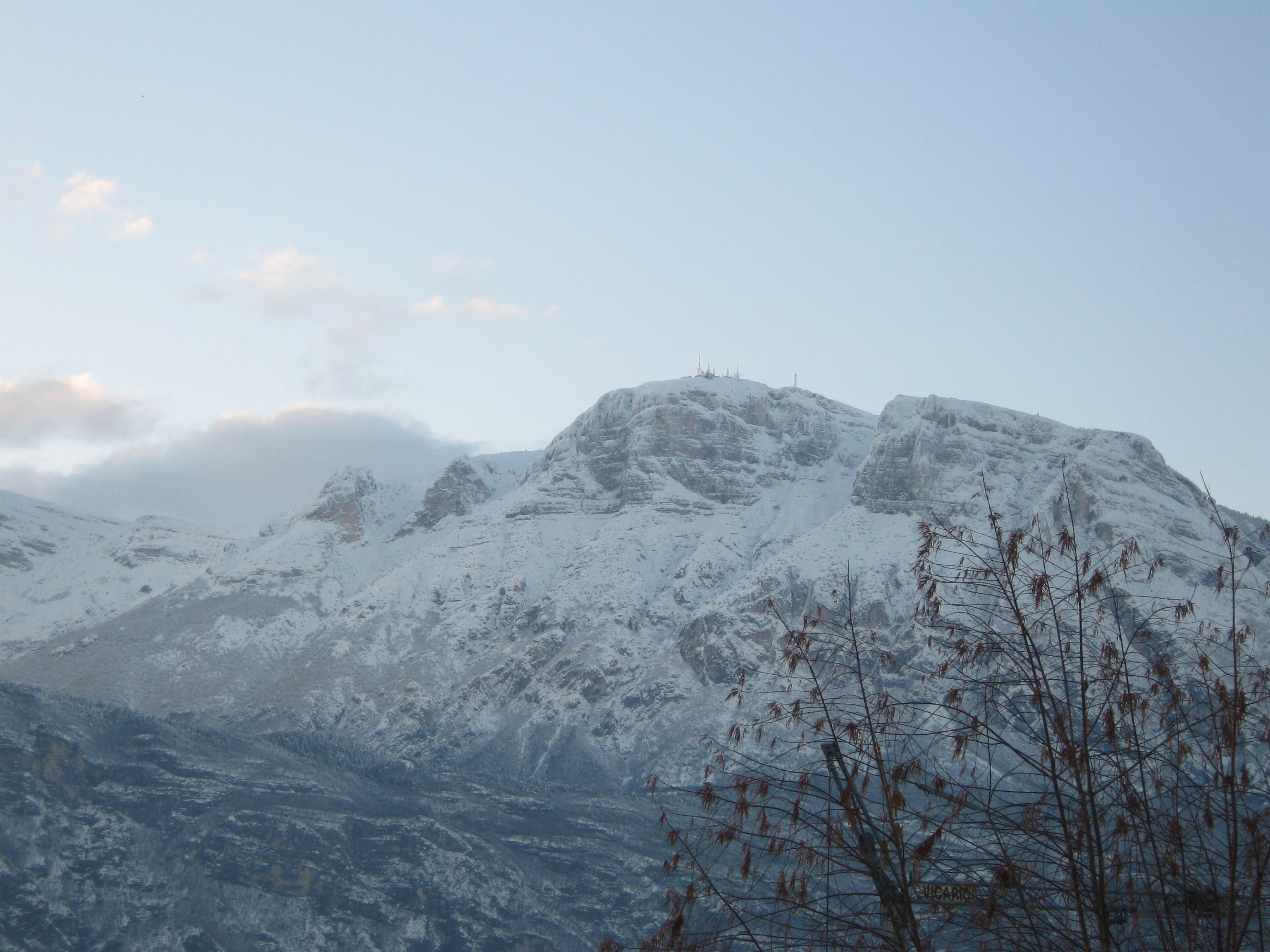
La Paganella vista da Gardolo di Mezzo
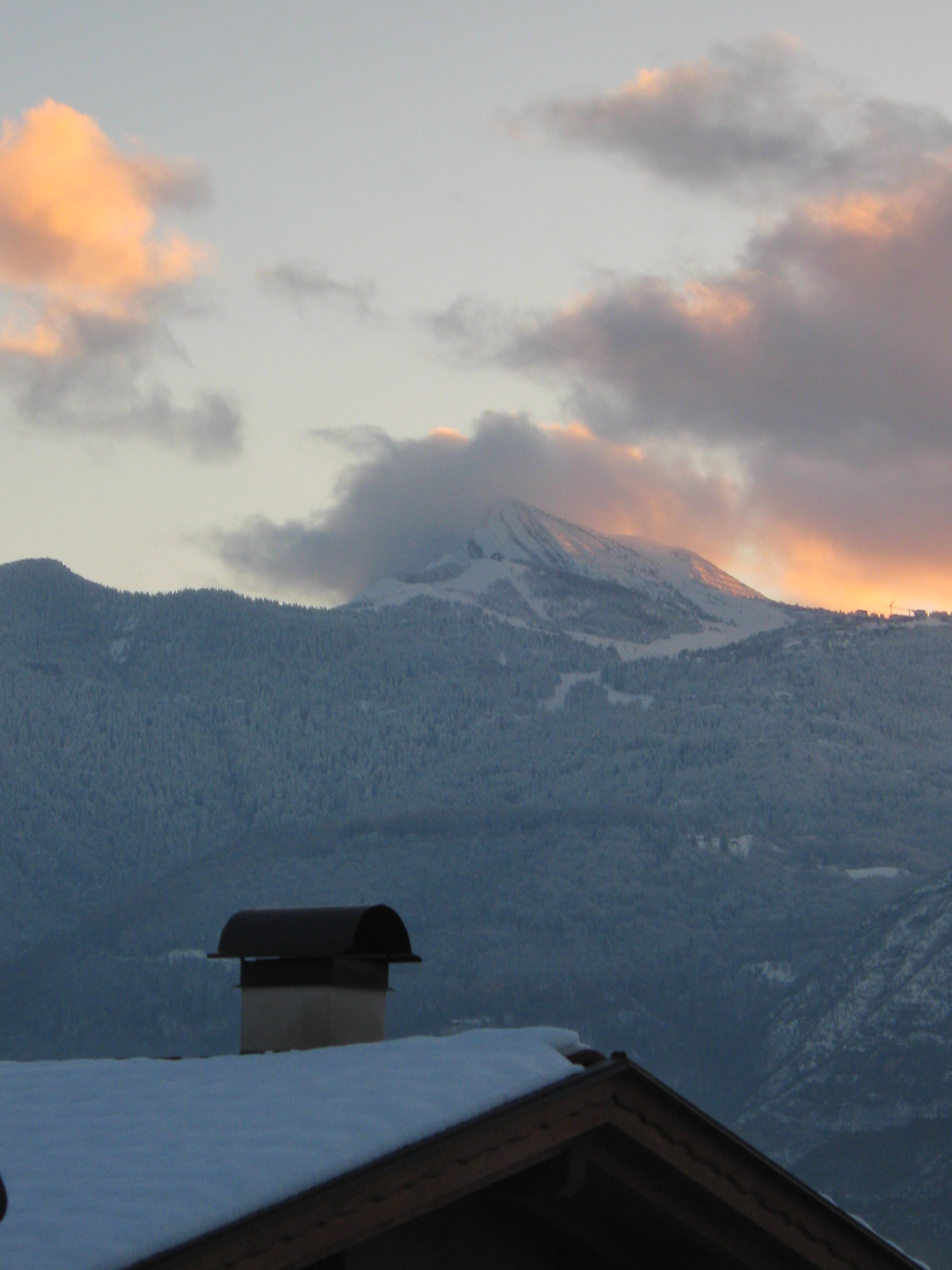
Il monte Bondone visto da Gardolo di Mezzo
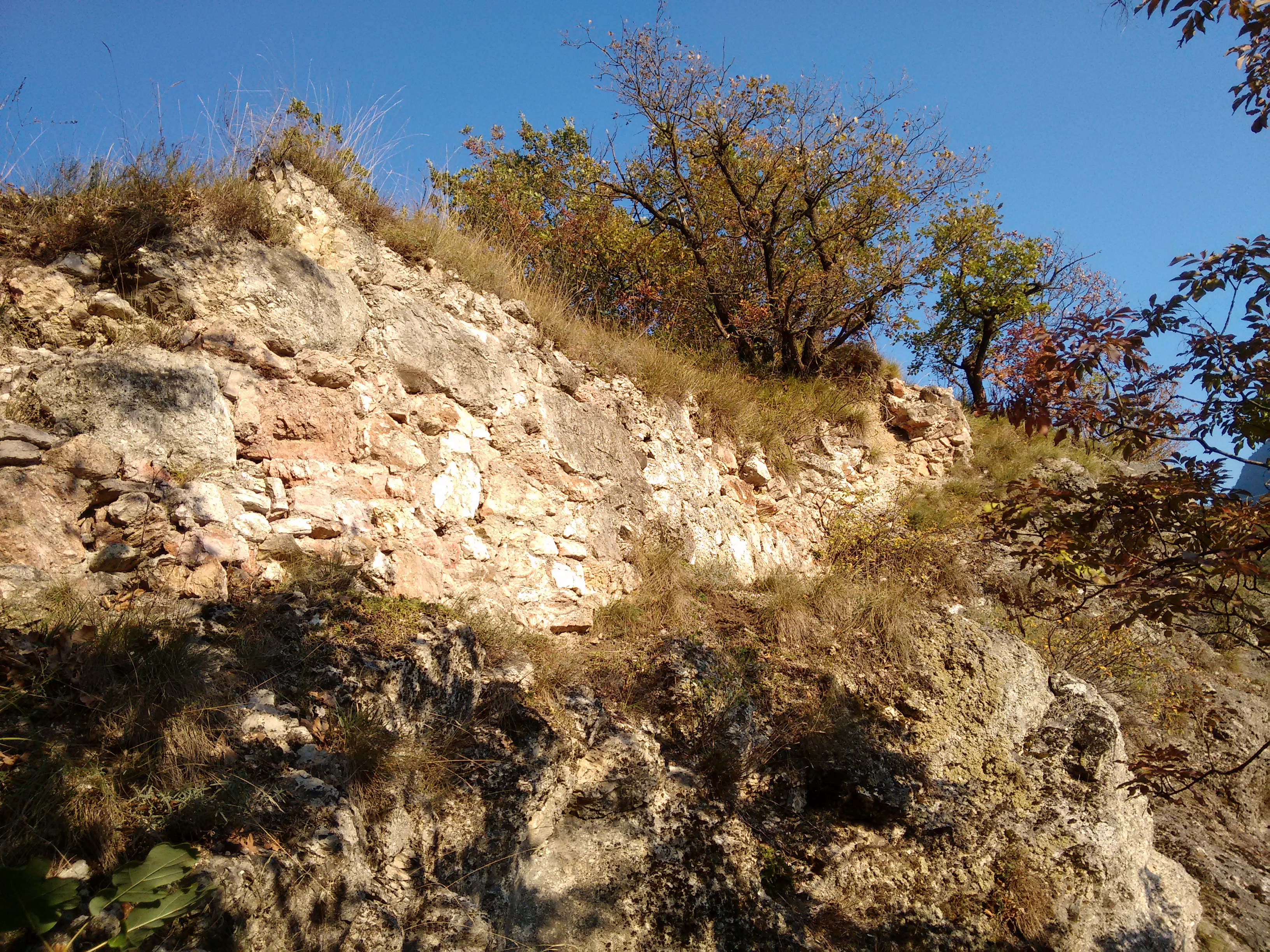
Rovine del castello di Gardolo

## Società

### Popolazione
Al 2025, a Gardolo di Mezzo risiedono 290 abitanti, 134 maschi e 156 femmine.

### Etnie e minoranze straniere
A Gardolo di Mezzo risiedono cinque cittadini stranieri o apolidi, tutti provenienti dall'Europa.

## Cultura
Gli eventi culturali a Gardolo di Mezzo sono organizzati dall'associazione Dos de la Luna. Principali manifestazioni sono la Sagra Paesana, la caccia alle uova pasquali e Santa Lucia.

## Sport
A Gardolo di Mezzo risiede, presso Maso Villa Warth, il campione del ciclismo Francesco Moser, il quale nel 2024 ha anche celebrato in paese i quarant'anni dal Record dell'Ora.
Gardolo di Mezzo è anche tappa per molti praticanti dell'escursionismo.